# Лущенко Володимир Харлампійович
Володимир Харлампійович Лущенко (27 листопада 1949) — радянський футболіст, який виступав на позиції захисника. Відомий за виступами у складі сімферопольської «Таврії» у другій та першій лізі чемпіонату СРСР, а також у складі донецького «Шахтаря» у вищій радянській лізі.

## Клубна кар'єра
Володимир Лущенко народився у Феодосії, і розпочав виступи в командах майстрів у 1971 році в команді другої ліги «Таврія» із Сімферополя. У команді в основному складі молодий футболіст розпочав грати вже з наступного сезону, разом із командою став бронзовим призером першості УРСР, яка розігрувалась серед команд другої ліги. Наступного року у складі «Таврії» Лущенко став чемпіоном УРСР, після чого команда здобула путівку до першої ліги. У 1974 році грав у складі «Таврії» вже в першій лізі, у цьому році став також володарем Кубка УРСР серед команд першої та другої ліг. У 1976 році Володимир Лущенко перейшов до складу команди вищої радянської ліги «Шахтар» з Донецька, в якому грав протягом року, зігравши в 9 матчах чемпіонату. У 1977 році повернувся до «Таврії», з якою в цьому році став бронзовим призером турніру в першій лізі. Проте вже цього року футболіст почав зловживати алкоголем, за що був відрахований з команди. Наступного року за наполяганням одного з керівників сімферопольського клубу Анатолія Заяєва Лущенка повернули до команди, проте він продовжував порушувати спортивний режим та зловживати алкоголем, унаслідок чого його остаточно відрахували з команди, а пізніше за скоєні правопорушення його засудили до тюремного ув'язнення.

## Досягнення
- Переможець Чемпіонату УРСР з футболу 1973, що проводився у рамках турніру в першій зоні другої ліги СРСР.
- Бронзовий призер першої ліги 1977 року.
- Бронзовий призер чемпіонату УРСР з футболу 1972.
- Володар Кубку УРСР: 1974.